# Viersprong (spelprogramma)
Viersprong was een spelshow van VTM en werd gepresenteerd door Zaki.  Er werd slechts 
één seizoen van gemaakt.
In het programma konden deelnemers hun behendigheid tonen.  Presentator Zaki gaf twee kandidaten met eenzelfde beroep of vaardigheid een opdracht (bv.: om ter snelste een boomstam doorzagen). De deelnemer die de opdracht het best had uitgevoerd, ging door naar de volgende aflevering. Vervolgens kwamen in het programma twee nieuwe kandidates met een ander beroep of vaardigheid.
Spelers die na vier afleveringen nog steeds winnaar waren, kregen een geldprijs.